# Cull Island
Cull Island is een eiland van 1,36 km² dat deel uitmaakt van de Canadese provincie Newfoundland en Labrador. Cull Island is een van de vele eilanden in Notre Dame Bay aan de noordkust van Newfoundland. Het maakt deel uit van de gemeente Leading Tickles. 

## Ligging en bereikbaarheid
Cull Island is via Route 350 in het zuidoosten verbonden met het hoofdeiland Newfoundland. Op dat punt worden beide eilanden door slechts 100 meter aan water van elkaar gescheiden. Over een afstand van zo'n 75 meter is er een dijk aangelegd, terwijl een brugje de overige 25 meter overbrugt.